# Маллет, Виктор
Виктор Маллет (англ. Victor Alexander Louis Mallet; 09.04.1893 — 18.05.1969) — британский дипломат.
Крестник Королевы Виктории.
Учился в колледжах Уинчестер и Balliol Оксфорда.
В 1939—1945 годах посланник Великобритании в Швеции.
В 1945—1946 годах посол Великобритании в Испании.
В 1947—1953 годах посол Великобритании в Италии.
Рыцарь Великого Креста ордена Святого Михаила и Святого Георгия.
С 1925 года был женат на Christiana Jean Andreae, три сына и дочь.